# منتخب ميانمار تحت 17 سنة لكرة القدم
منتخب ميانمار تحت 17 سنة لكرة القدم (بالبورمية: ၁၇ နှစ်အောက် မြန်မာ အမျိုးသား ဘောလုံးအသင်း) هو ممثل ميانمار الرسمي في المنافسات الدولية في كرة القدم في فئة كرة قدم تحت 17 سنة للرجال، يديريه اتحاد ميانمار لكرة القدم.